# Pituriaspida
Az Pituriaspida a gerinchúrosok (Chordata) törzsének, és a gerincesek (Vertebrata) altörzsének egy kihalt osztálya. A devon időszakban élt állkapocs nélküli halak voltak.
Mindössze két fajuk ismert, a Pituriaspis doylei és a Neeyambaspis enigmatica, amelyek maradványait az ausztráliai Nyugat-Queenslandben lévő Georgina-medence (Georgina Basin) homokkövében találták.

## Fordítás
- Ez a szócikk részben vagy egészben  a   Pituriaspida című angol Wikipédia-szócikk fordításán alapul.  Az eredeti cikk szerkesztőit annak laptörténete sorolja fel. Ez a jelzés csupán a megfogalmazás eredetét és a szerzői jogokat jelzi, nem szolgál a cikkben szereplő információk forrásmegjelöléseként.